# Laudelino Cubino
Laudelino Cubino González (Béjar, 31 mei 1963) is een voormalig Spaans wielrenner. Cubino was een begenadigd klimmer die vooral rendeerde in kleine Spaanse etappewedstrijden, waarin hij regelmatig hoog eindigde. In de grote ronden won hij diverse etappes maar gaf hij er regelmatig snel de brui aan door ziekte of mentale gesteldheid.

## Belangrijkste overwinningen
1986
- Clásica a los Puertos de Guadarrama

1987
- 7e etappe Vuelta a España

1988
- 15e etappe Tour de France
- 4e etappe Ronde van Burgos
- Clásica a los Puertos de Guadarrama

1989
- 1e etappe  Ronde van de Mijnvalleien
- Eindklassement Ronde van de Mijnvalleien
- 1e etappe Ronde van Galicië

1990
- Eindklassement Ronde van Catalonië
- Spaans Kampioen op de weg, Elite.
- Subida al Naranco

1991
- 9e etappe Ronde van Colombia
- 17e etappe Vuelta a España
- 6e etappe Dauphiné Libéré

1992
- 5e etappe Ronde van Murcia
- 9e etappe Vuelta a España
- 5e etappe Dauphiné Libéré

1993
- 3e etappe Ronde van Aragon
- 2e etappe Ronde van Burgos
- Eindklassement Ronde van Burgos

1994
- 7e etappe Giro d'Italia

1995
- 8e etappe Giro d'Italia

## Resultaten in voornaamste wedstrijden
| Jaar | Ronde van Italië | Ronde van Frankrijk | Ronde van Spanje |
| ---- | ---------------- | ------------------- | ---------------- |
| 1987 |                  | opgave              | opgave (1)       |
| 1988 |                  | 13e (1)             | 4e               |
| 1989 |                  | opgave              |                  |
| 1990 |                  |                     |                  |
| 1991 |                  |                     | 15e (1)          |
| 1992 |                  | opgave              | 6e (1)           |
| 1993 |                  | 42e                 | ↑                |
| 1994 | opgave (1)       | opgave              | opgave           |
| 1995 | 40e (1)          | 27e                 |                  |
| 1996 | opgave           | opgave              |                  |

| Jaar | Milaan-San Remo | Luik-Bast.‑Luik |  | WK op de weg |
| ---- | --------------- | --------------- |  | ------------ |
| 1987 |                 |                 |  |              |
| 1988 |                 |                 |  |              |
| 1989 |                 |                 |  |              |
| 1990 |                 | 94e             |  | 40e          |
| 1991 |                 |                 |  |              |
| 1992 |                 |                 |  |              |
| 1993 |                 |                 |  |              |
| 1994 |                 |                 |  | 8e           |
| 1995 | 139e            |                 |  |              |
| 1996 |                 |                 |  |              |